# Fred på jorden (roman)
Fred på jorden (polska: Pokój na Ziemi) är en roman av Stanisław Lem, med svenskspråkig översättning av Martin von Zweigbergk (Brombergs 1985), utgiven i Polen först 1987.

## Handling
En berättelse om hur de skenande kostnaderna för stormakternas kapprustning leder till ett internationellt avtal om att alla vapensystem transporteras till månen, där de får utvecklas vidare på egen hand utan mänskliga ingripanden. Så småningom uppstår oro för att detta ska leda till en attack mot den numera försvarslösa jorden, och en enmansexpedition skickas till månen för att undersöka läget. Uppdraget anförtros åt Ijon Tichy, känd från Stjärndagböckerna (Dzienniki Gwiazdowe).